# Ернест Вільям Лайонс Голт
Ернест Вільям Лайонс Голт (англ. Ernest William Lyons Holt; 1864–1922) — британський натураліст та біолог, спеціалізувався на вивченні риб.

## Біографія
Голт народився в Лондоні, отримав освіту в Ітоні. Після навчання він вирішив розпочати кар'єру в британській армії, вступивши до Королівського військового коледжу в Сандгерсті. Згодом призначений офіцером у легкому піхотному полку герцога Корнуольского. Він брав участь у Нільскій кампанії (1884/85), а потім у Третій бірманській війні (1886/87). Під час останньої кампанії він захворів і його відправили додому.
У 1890 році він взяв участь як помічник-натураліст у дослідженні рибного промислу на західному узбережжі Ірландії, яке організовуване Дублінським Королівським товариством. Цю експедицію очолював Вільям Спотсвуд Грін. Це дослідження зробило Голта відомим іхтіологом; він опублікував не лише декілька статей про ікру і ранні личинкові стадії риби, але також написав загальний звіт про експедицію.